# パリより愛をこめて
『パリより愛をこめて』（パリよりあいをこめて、From Paris with Love）は、2010年のフランス映画。通算3回目となるピエール・モレル（監督）とリュック・ベッソン（原案）のタッグである。

## ストーリー
ジェームズ・リースは表向き、パリの在仏アメリカ大使館でベニントン大使の補佐官として働く外交官ながら、実は見習いのCIAエージェントであった。この日も電話でのみ接触してくるCIAの上司からの命令で盗聴器を仕掛けたり、自分とは違う見習いではない「本物のエージェント」のために銃などの武器を積んだ車を指定された場所に用意するといった地味な仕事をしながら、いつか自分も派手な仕事をすることを期待していた。その一方で私生活では、恋人のキャロリンと愛を育み、婚約指輪をプレゼントされた。
そんな彼の前にある日、敏腕捜査官のワックスが麻薬捜査のためにアメリカからやってくる。上司の命令でワックスと組むことになったリースだが、当のワックスはとても型破りな男だった。凄腕だがクセの強い彼に翻弄されながらも、リースは麻薬を売りさばいているチャイニーズ・マフィアや、マフィアに麻薬を売って得た金で武器を買い揃えているパキスタン系のテロ組織と対決するが、その過程でキャロリンと顔を会わせて困惑する。タイミングが悪く、ワックスが情報を得ようと娼婦を連れていたために、浮気したと疑われるのを恐れるリースだが、さらに運悪く自分の携帯電話のバッテリーが切れており、釈明の電話すらままならない。しかしそれでもリースは踏み込んだパキスタン系テロ組織のアジトがあるアパートでの銃撃戦でワックスをサポートし、ワックスは逃走を図った生き残りの構成員を、アジトにあった自爆テロ用の爆弾ベストを使って仕留める。しかし、そのアジトに自分を隠し撮りした写真があるのを見つけたリースは、自分もいわゆる「反米的な危険勢力」からターゲットにされているのを感じ、もはや逃げ場が無いと感じる。
その後、リースはワックスを連れてキャロリンと会い、自分は浮気をせず潔白であることを説明し、合わせてワックスをキャロリンやその場にいた彼女の友人ニコールに紹介する。だが、ニコールに携帯電話がかかってくるやワックスはニコールを撃ち殺し、キャロリンにも銃口を向ける。昨日キャロリンと遭遇したビルがパキスタン系テロ組織絡みの場所であったことからCIAにキャロリンについて情報照会を頼んでいたワックスは彼女もニコールもテロ組織の一員であると説明する。困惑するリースだがワックスはキャロリンがリースにプレゼントした婚約指輪に発信器が仕込まれ、監視されていることを証明する。キャロリンは隠し持っていた拳銃を取り出して逃走を図った末、昨日のアジトに不在であったために無事だった構成員の車に乗り込んで逃亡する。やがて自分の部屋に大量の盗聴器や隠しカメラが仕掛けられているのが発見され、キャロリンとの恋愛関係はただの幻想だったのかと傷つくリースに突然キャロリンから電話が入る。キャロリンはリースを傷つけたのは謝ったが、自分はテロ組織に感化され、ある目的のためにスパイをしていたと明かしてから電話を切る。
折しもアメリカ本国からアフリカ支援サミットに出席すべく代表団が到着しており、その車列こそがキャロリンの標的だと判断したワックスは別のエージェントの車に乗って急行する。だが、ただ単に代表団を攻撃するにしてはキャロリンの行動が用意周到すぎることに疑問を感じたリースは彼女がサミット会場に潜入すると判断し、ワックスが発見して追っている不審車は囮であると伝える。ワックスは不審車に接近して車内を覗くが、車内のキャロリンは女物の服を身に付けたマネキン人形だった。やがて不審車は代表団の車列に正面から突っ込むが、直前でワックスは対戦車砲を撃って不審車を吹き飛ばした。
一方リースはサミット会場となった大使館へ急行し、ベニントン大使に自分の婚約者であるキャロリンがサミットでテロを実行しようとしていると説明するが、そこで大使館への入館時に必要不可欠なIDカードが既に使用されていると聞かされ、キャロリンがリースのIDカードを使って既に大使館に入り込んでいると判断する。キャロリンが服飾に興味を持っていたことから、サミットのためにやって来たアフリカの人々に紛れていると考えたリースはアフリカの民族衣装に身を包んだ彼女を発見し、近くにいた護衛官から拳銃を奪って彼女に銃口を向ける。だがキャロリンは爆弾ベストを見せ、リースは愛していると言って彼女を止めようとする。その場にワックスも駆けつけるが、キャロリンが自爆テロを決行しようと動きを見せた瞬間、リースは彼女の眉間を拳銃で撃ち抜く。そして倒れる彼女の体をワックスがとっさに抱きかかえる。爆弾ベストは起爆スイッチを押すだけでなく、強い衝撃を受けても爆発する仕組みだったが、ワックスが体を張って爆発を阻止した。
後日、正式にエージェントとなったリースはワックスに自慢げに自分の愛銃にした大型拳銃を見せると、ワックスの乗る飛行機が飛び立つまでの間、チェスのゲームを始めるのであった。

## キャスト
※括弧内は日本語吹替
- チャーリー・ワックス - ジョン・トラボルタ（小杉十郎太）

捜査官。腕は立つが荒唐無稽。
- ジェームズ・リース - ジョナサン・リース＝マイヤーズ（藤井啓輔）

見習いのCIAエージェント。表向きはパリの在仏アメリカ大使館でベニントン大使の秘書として働く外交官。正規のエージェントになることを夢見ている。チェスが上手い。家では厳格な家庭環境だった。
- キャロリン - カシア・スムトゥニアク（樋口あかり）

リースの恋人。実はテロ組織の一員。発信機をつけるなど抜け目なく、自分の情報を一切話さない強かな性格。
- ベニントン - リチャード・ダーデン（英語版）（大木民夫）

大使。
- ニコール - アンバー・ローズ・レヴァ（英語版）（小松由佳）

キャロリンの友人。キャロリン同様、実はテロ組織の一員。アジトにあった証拠から、それで見抜いたワックスに射殺される。
- M・ウォン - イン・ビング（フランス語版）
- ラシード - シェムズ・ダマニ（フランス語版）

パキスタン系テロ組織の一員。

## 評価
批評家の反応は概ね否定的で、Rotten Tomatoesでは36%の支持率だった。北米興行収入は約2400万ドルで、同じくパリを舞台としたアクション映画であるピエール監督の前作『96時間』の約1億4500万ドルを大きく下回った。